# Valerij Poljakov
Valerij Vladimirovitj Poljakov (ryska: Валерий Владимирович Поляков), född 27 april 1942 i Tula, Tula oblast, Sovjetunionen, död 19 september 2022 i Moskva, var en rysk-sovjetisk kosmonaut. Efter sin tid som aktiv kosmonaut fortsatte han att vara aktiv inom det medicinska området.
Poljakov mottog flera hedersutmärkelse, bland andra Sovjetunionens hjälte, Ryska federationens hjälte, Leninorden, Hederslegionen och Order of Parasat.
Han innehade fortfarande vid sin bortgång rekordet för längsta enskilda vistelse i rymden, 437 dagar ombord på den ryska rymdstationen Mir.

## Rymdfärder
- Mir EO-3 / Mir EO-4 (Sojuz TM-6 / Sojuz TM-7)
- Mir EO-15 / Mir EO-16 / Mir EO-17 (Sojuz TM-18 / Sojuz TM-20)

## Rymdfärdsstatistik
| Färd                              | Datum                           | Tid          |
| --------------------------------- | ------------------------------- | ------------ |
| Mir EO-3 / Mir EO-4               | 28 augusti 1988 – 27 april 1989 | 240d 22h 34m |
| Mir EO-15 / Mir EO-16 / Mir EO-17 | 8 januari 1994 – 22 mars 1995   | 437d 17h 58m |
| Totalt                            | Totalt                          | 678d 16h 32m |